# Caulophacus basispinosus
Caulophacus basispinosus är en svampdjursart som beskrevs av Claude Lévi 1964. Caulophacus basispinosus ingår i släktet Caulophacus och familjen Rossellidae. Inga underarter finns listade i Catalogue of Life.